# Trois tombes de Kangso
Les trois tombes de Kangso (ou de Gangseo) (coréen : 강서삼묘) sont des mausolées situés à Sammyo-ri, dans l'arrondissement de Kangso, en Corée du Nord. Elles font partie de l'ensemble des tombes de Koguryo, un site inscrit au patrimoine mondial de l'humanité par l'UNESCO et trésor national de Corée du Nord. 
La grande tombe (daemyo) est longue de 50 mètres et haute de 8,7 mètres, la moyenne (jungmyo) est longue de 45 mètres et haute de 7,8 mètres et la petite est longue de 40 mètres et haute de 6,75 mètres. Les fresques intérieures représentent notamment les quatre animaux. Ces tombes sont particulièrement connues pour les représentations d'un dragon azur et d'une tortue noire dans la grande tombe et  d'un tigre blanc et d'un phénix rouge dans la tombe moyenne,. Les fresques sont particulièrement colorées et montrent la vie aristocratique de Koguryo en détail, notamment la danse, la lutte et la chasse.
On estime que la grande tombe et la tombe moyenne datent de la deuxième moitié du VIe siècle ou de la première moitié du VIIe siècle,.
Les trois tombes de Kangso ont été découvertes en 1911.

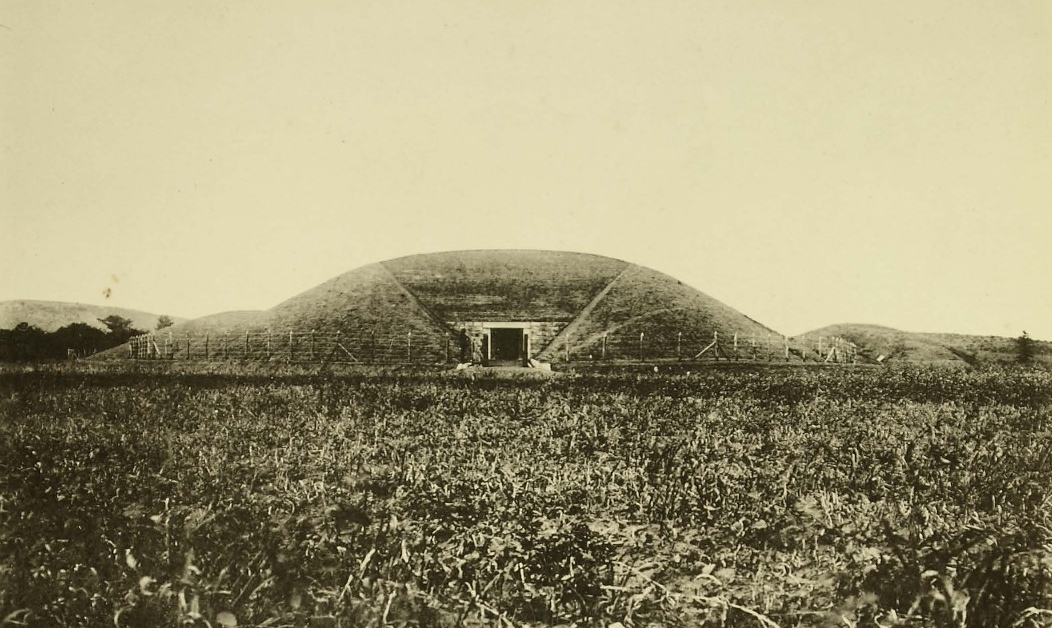
Entrée de Kangso Daemyo (la grande), v. 550-650, photographiée en 1915. H. 8,7 ; L. 50 m